# Kilometr
Kilometr (označení km) je jednotka délky v metrické soustavě, která se rovná tisíc metrů.
Kilometr se jako jednotka délky používá zejména pro měření vzdálenosti v dopravě, vzdálenosti v rámci Země a v nejbližším vesmírném okolí. Od kilometru je odvozena jednotka kilometr za hodinu, běžně používaná jednotka rychlosti.
Odpovídající jednotka plochy je čtvereční kilometr (= milion čtverečních metrů) a odpovídající jednotka objemu je krychlový kilometr (= miliarda krychlových metrů).

## Poměr k jiným jednotkám délky
1 kilometr je roven:
- 1 000 metrů (1 metr je roven 0,001 km)
- cca 0,621 (angloamerických) mílí (1 míle = 1,609344 km)
- cca 0,540 námořních mílí (1 NM = 1,852 km)
- cca 0,9374 verst (1 versta = 1,066781 km)
- cca 1 094 yardů (1 yrd = 0,0009144 km)
- cca 3 281 stop (1 stopa = 0,0003048 km)

1 světelný rok činí 9 460 730 472 580 km (cca 10 bilionů km)

### Vztah k dalším násobkům metru
Každá značka < znamená rozdíl jednoho řádu.
pikometr <<< nanometr <<< mikrometr <<< milimetr < centimetr < decimetr < metr < dekametr < hektametr < kilometr <<< megametr